# John Temple Sagar
John Temple Sagar, né en 1835 et mort en 1872,, est un marchand australien devenu ministre du gouvernement pré-colonial fidjien.

## Biographie
Marchand de laine à Thebarton (en) en Australie-Méridionale, et copropriétaire du Théâtre Royal (en) d'Adélaïde, il est candidat malheureux dans la circonscription de Port Adélaïde aux élections de 1868 (en) pour l'Assemblée d'Australie-Méridionale, ; il mène campagne en faveur d'une libéralisation de l'accès à la propriété des terres, d'un certain degré de protectionnisme, d'un impôt sur les terres agricoles non exploitées, et d'un développement des infrastructures de transports en zones rurales. 
Établi par la suite aux Fidji, il est nommé le 29 mai (formellement le 5 juin) 1871 ministre du Commerce et des Affaires étrangères dans le gouvernement du roi autochtone Ratu Seru Epenisa Cakobau et du Premier ministre Sydney Burt, dans ce qui est le premier gouvernement national du pays ; il a également la responsabilité ministérielle pour la naturalisation d'étrangers,,,,. En sa fonction de ministre des Affaires étrangères, il entretient une correspondance avec le gouvernement du royaume de Hawaii du roi Kamehameha V, le roi fidjien souhaitant mieux comprendre le fonctionnement de l'État hawaiien afin de s'en inspirer pour le gouvernement et l'administration de son propre royaume. Après l'adoption d'une Constitution qui crée une monarchie constitutionnelle dotée d'une Assemblée législative, John Temple Sagar démissionne de l'exécutif et est élu député de la circonscription de Lomaitivi à cette Assemblée lors des élections législatives de septembre 1871,,.
Il meurt en 1872 à l'âge de 37 ans,.